# Pesa 122N
Die Type 122N des polnischen Herstellers Pesa ist die Meterspur-Variante des durchgängig niederflurigen Straßenbahn-Triebwagens 120N des gleichen Herstellers.

## Geschichte
Im Oktober 2006 bestellten die Verkehrsbetriebe der zentralpolnischen Stadt Łódź bei Pesa zehn Exemplare eines Niederflurwagens, der stark an die für Warschau gebaute Type 120N angelehnt, aber mit dem Meterspurnetz von Łódź kompatibel sein sollte. Dieses wird seit einigen Jahren zu einem Vorort-Stadtbahnnetz ausgebaut, was zusätzlichen Bedarf an Rollmaterial schafft.
Am 25. Januar 2008 wurde das erste Exemplar nach Łódź geliefert. Im selben Jahr erhielten auch die Verkehrsbetriebe von Bydgoszcz zwei Exemplare.
Für den (ebenfalls meterspurigen) Betrieb von Elbląg entstand die dreiteilige Variante 121N.

## Technik
Die 122N ist ein fünfteiliger Gelenktriebwagen mit einem Niederfluranteil von 100 Prozent. Dabei verfügen lediglich die Sektionen 1, 3 und 5 über Drehgestelle, von deren lediglich die äußeren (Sektionen 1 und 5) angetrieben sind. Die Sektionen 2 und 4 sind schwebend ausgeführt und stützen sich über die Gelenke auf die benachbarten Sektionen ab. Sechs Außenschwingtüren (je eine Einfachtür in Sektion 1 und 5, je zwei Doppeltüren in Sektion 2 und 4) garantieren einen schnellen Fahrgastwechsel. Die Türen sind mit der bei zeitgenössischen Straßenbahnfahrzeugen üblichen lichten Weite von 650 mm (Einfachtür) bzw. 1300 mm (Doppeltür) ausgeführt.
Das Prinzip der Fahrwerkskonstruktion mit durchgehenden Radsatzwellen und längs an der Seite angeordneten Motoren wurde vom Fahrzeugtyp Cityrunner kopiert. Der Patentschutz für diese Fahrwerke erstreckte sich nicht auf Polen. Wegen der Radsatzwellen muss der Boden im Fahrwerksbereich höher als in den Einstiegsbereichen liegen. Weil ein größerer Raddurchmesser von 600 statt 560 mm gewählt wurde, beträgt die Bodenhöhe beim 122N 480 mm statt beispielsweise 450 mm beim Łódźer Cityrunner, so dass steilere Rampen notwendig sind. Außerdem ist die Federung wesentlich weicher ausgeführt als beim Cityrunner. Zwischen den Radkästen verbleibt eine Gangbreite von 640 mm.
Wie die meisten zeitgenössischen Tramwagen erhielt auch die 122N Panoramafenster mit getönten Scheiben. Das Design der als Crashverzehrelement ausgeführten Wagenfront mit ihrer tiefgezogenen Frontscheibe und den „Böser Blick“-Scheinwerfern verleiht der 122N-Familie ein für Schienenfahrzeuge ungewöhnlich schnittiges Aussehen.
Das Fahrgastinformationssystem besteht aus Innenlautsprechern mitsamt Recorder für die Haltestellenansage, aus LED-Anzeigen vorne und seitlich am Wagen sowie im videoüberwachten Fahrgastraum.